# Henry Eckford

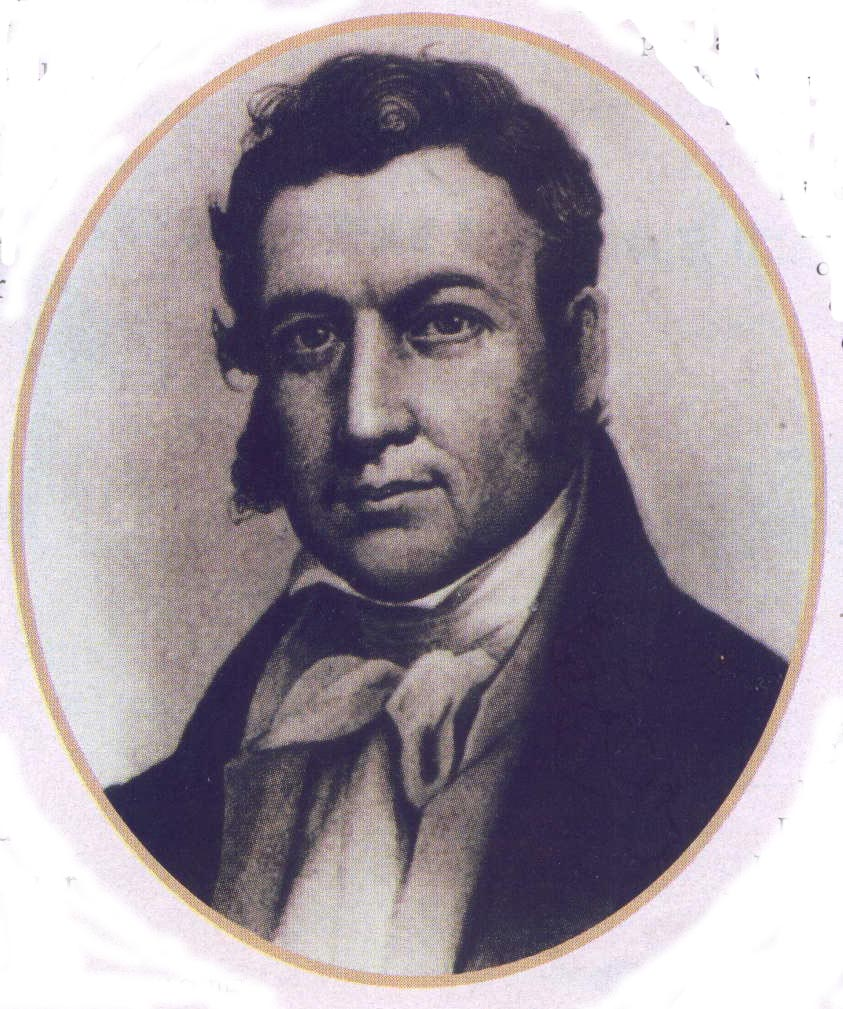
Henry Eckford

Henry Eckford (geboren am 12. März 1775 in Kilwinning, Schottland; gestorben am 12. November 1832 in Konstantinopel) war ein schottisch-amerikanischer Schiffbauer, der besonders mit seinen im Britisch-Amerikanischen Krieg 1812–15 für die U.S. Navy konstruierten Kriegsschiffen berühmt wurde.

## Leben
Eckford verließ sein Geburtsland Schottland mit sechzehn Jahren und wanderte zunächst nach Kanada aus. Dort erlernte er auf der Werft seines Onkels John Black in Québec das Schiffbauerhandwerk. 1796 siedelte er in die Vereinigten Staaten über und gründete 1799 seine eigene Werft in New York City. 
Eckford erwarb sich mit der Konstruktion von Handelsschiffen einen guten Ruf und wurde beim Heraufziehen des Britisch-Amerikanischen Krieges ob seiner Fachkenntnis von Isaac Chauncey für die Dienste der U. S. Navy angeworben. 1812 erhielt er den Auftrag, den Weiler Sackets Harbor am Lake Ontario zu einem Flottenstützpunkt auszubauen und eine Flotte für diesen großen Binnensee aufzustellen. Bis 1814 rüstete Eckford in Sackets Harbor mehrere Handelsschiffe zu militärischen Zwecken um und baute unter schwierigen logistischen Umständen 8 neue und immer größere Kriegsschiffe, darunter die Fregatten USS Superior und USS Madison und die Korvette USS General Pike. Die letzten Bauprojekte, so insbesondere das auf eine Verdrängung von 3.000-Tonnen ausgelegte Linienschiff USS New Orleans, wurden nach dem Friedensschluss von 1815 nicht mehr fertiggestellt. 
Nack Kriegsende wurde er Chefkonstrukteur der amerikanischen Marine am Brooklyn Navy Yard. Sein größtes Projekt dort war der Bau der Linienschiffes USS Ohio, dem Prototyp für alle später gebauten 74-Kanonen-Schiffe der Navy. Eine Woche nach ihrem Stapellauf im Juni 1820 trat Eckford von seinem Posten zurück. In den folgenden Jahren verkehrte war er eine feste Größe in den höheren Zirkeln New Yorks und machte nicht nur im Schiffbau Geschäfte, sondern versuchte sich auch im Banken- und Versicherungswesen und war als aktives Mitglied der Demokratischen Partei eine einflussreiche Persönlichkeit der Tammany Hall. Zu dieser Zeit baute er auch sein meistbeachtetes Zivilschiff, das Dampfschiff Robert Fulton, dem 1822 als ersten Dampfschiff eine Hochseefahrt von New York nach Havanna gelang. Weiterhin baute er kleine Schiffe für die amerikanische Marine und Küstenwache, aber auch für die Flotten junger südamerikanischer Nationen wie Chile, Peru und Kolumbien. 
1825 verlor er einen Großteil seines Vermögens in Versicherungsspekulationen, wurde in mehreren Prozessen des Betrugs beschuldigt und entging einer rechtskräftigen Verurteilung nur knapp. 
1831 setzte Eckford mit seiner 1.000 Tonnen schweren Fregatte United States über den Atlantik, mit der Hoffnung, seine Dienste dem Sultan des Osmanischen Reiches anzutragen, dessen Flotte in der Schlacht von Navarino 1827 vernichtend geschlagen worden war. Sultan Mahmud II. soll nach Ankunft des Schiffes zunächst geglaubt haben, dass es ein Geschenk der amerikanischen Regierung sei; als er erfuhr, dass es sich um Eckfords Privatschiff handelte, kaufte er es Eckford umgehend ab. Die United States versah fürderhin als Mesir-i Farah ihren Dienst in der osmanischen Flotte. Eckford wurde auch mit dem Bau eines neuen Linienschiffs betraut, der Mahmudiye, starb aber 1832. Eine Beschreibung der Zeit Eckfords in der Türkei findet sich in den Sketches of Turkey in 1831 and 1832 by an American seines Schwiegersohns James Ellsworth De Kay, der ihn auf seiner Reise begleitet hatte.